# Julien Put
Julien Put (Heffen, 11 januari 1938 - Mechelen, 29 december 2005) was een Vlaamse radiomaker en -presentator.

## Biografie
Julien Put werkte vanaf 1959 voor de radio. Hij was actief bij Radio 1 (toen BRT 1), Radio 2 (toen BRT 2) en een jonge Wereldomroep. Hij begon met het programma Het Soldatenhalfuurtje. Begin jaren '60 werd hij omroeper bij de Wereldomroep en daarna bij de toenmalige BRT 1, voor onder andere Brussel Vlaams. Later bij Radio 1 presenteerde hij samen met Jeanne Sneyers het programma Showtime van Jan Schoukens. Hij werkte ook samen met Jan Geysen  (meer bepaald in satirische programma's als Toast, Alle Gekheid Op Een Bandje en Trammelant) en Jan Van Rompaey.
In het programma Festivaria zou hij een eerste radiotypetje creëren: William Petat. Hij werd ook regelmatig gevraagd om concerten te presenteren: op 17 mei 1969 presenteerde hij bijvoorbeeld de eerste editie van Jazz Middelheim.
In maart 1971 stapte hij over naar de toenmalige BRT 2 voor Omroep Brabant en groeide er uit tot een van de boegbeelden. Op zondagvoormiddag was hij er eerst te horen in Harbalorifa, later, met Jo Leemans, in Het Spiegelpaleis, en hij werkte een tijd met Walter Capiau samen in Capriolen met Capiau. Tussen 1985 en 2005 gaf hij ook commentaar voor de Vlaamse radio op het Eurovisiesongfestival.
Andere programma's waar hij in betrokken was waren Rock at One O'Clock, met het typetje Rockende Jules, en Kort Gerockt van Paul De Bruycker, Het Leven Is Mooi en Goeie Morgen, Morgen van Walter Vercruysse, dat later de Gouden Geeuw van Jan Heymans werd, maar vooral ook De Gewapende Man van Wim Mertens en Filip Vannieuwenhuyze.
Bekend was ook Het Genootschap op zondagmorgen. In dit programma waren er wekelijks humoristische interventies van onder anderen Frank Dingenen als Frans Dingemans en Dré Steemans als Felice Damiano. Ook de reeksen "'s Lands Glorie" en "'s Werelds Loop" maakten deel uit van Het Genootschap.
Tot kort voor zijn dood presenteerde hij nog op Radio 2 De Stemkroeg op woensdagavond.
Julien Put overleed op bijna 68-jarige leeftijd aan de gevolgen van keelkanker.
Huidig (anno 2022):
Luc Appermont · Cara Cobbaert · Anja Daems · Sandra Deakin · Karolien Debecker · Kim Debrie · Peter De Groot · Lars De Groote · Guy De Pré · Chris Dusauchoit · Dirk Ghijs · Peter Hermans · Wouter Landuyt · Filip Ledaine · Daan Masset · Caren Meynen · Sven Pichal · Marc Pinte · Harald Scheerlinck · Siska Schoeters · Benjamien Schollaert · Showbizz Bart · Sharon Slegers · Jo Van Damme · Niels Vandeloo · Sonny Vanderheyden · Cathérine Vandoorne · Christel Van Dyck · Ruben Van Gucht · Iris Van Hoof · Vanessa Vanhove · Britt Van Marsenille · David Van Ooteghem · Peter Verhulst · Dirk Vlaeyen · Pascal Vranckx · Albrecht Wauters
Voormalig:
Luk Alloo · Johan Anthierens · Nand Baert · Erik Baeyens · Wim Bary · Jos Baudewijn · Flor Berckenbosch · Marcel Beerten · Wilfried Bertels · Marc Brillouet · Els Broeckmans · Fred Brouwers · Edwin Brys · Ro Burms · Walter Capiau · Annemie Coppieters · Harry Creemers · Karel Daerden · Christoff · Conny De Boos · Hein Decaluwé · Jessie De Caluwe · Jo met de Banjo · Gust De Coster · Martin De Jonghe · Paula De Meulder · Els De Vuyst · Frank Dingenen · Michel Follet · Jacky Geerts · Jos Ghysen · Margriet Hermans · Irene Houben · Michel Ilsen · Rita Jaenen · Chris Jonckers · Tante Kaat · Luk de Laat · Jo Leemans · Leki · Kathy Lindekens · Kris Luyten · Micha Marah · Betty Mellaerts · Kaat Mendonck · Freek Neirynck · Line Ooms · Sven Ornelis · Katrien Palmers · Gerard Pollet · Julien Put · Hugo Raspoet · Niko Reynaert · Luk Saffloer · Karel Segers · Lennart Segers · Lutgart Simoens · Rudi Sinia · Dirk Somers · Dré Steemans · Jan Theys · Gene Thomas · Wiet Van Broeckhoven · Marc Van den Hoof · Dieter Vandepitte · Karin Van den Berghe · Thomas Van der Spiegel · Kurt Van Eeghem · Wim Van Gansbeke · Els Van Herzeele · Ilse Van Hoecke · Bert Van Molle · Jan Van Rompaey · Paula Van Wilder · Louis Verbeeck · Karel Vereertbruggen · Herwig Verhovert · Luc Verschueren · Johan Verstreken · Tom Vossen · Eddy Wally · Niels William · Edwin Ysebaert · Zaki